# Кастехон-де-Монегрос
Кастехон-де-Монегрос (ісп. Castejón de Monegros) — муніципалітет в Іспанії, у складі автономної спільноти Арагон, у провінції Уеска. Населення — 670 осіб (2009).
Муніципалітет розташований на відстані близько 320 км на північний схід від Мадрида, 60 км на південь від Уески.

## Демографія
Динаміка населення (INE ):